# Ewelina Marciniak (reżyser)
Ewelina Marciniak (ur. 1984) – polska reżyser teatralna.

## Życiorys
Absolwentka europeistyki i dramatologii na Uniwersytecie Jagiellońskim oraz reżyserii dramatu na PWST w Krakowie. 
Ewelina Marciniak zadebiutowała w 2010 roku Nowym wyzwoleniem Stanisława Ignacego Witkiewicza na deskach Teatru Polskiego w Bielsku-Białej. Jest reżyserką kontrowersyjnego spektaklu w Teatrze Polskim we Wrocławiu pt. Śmierć i dziewczyna. 
Wyreżyserowała w Teatrze Pantomimy we Wrocławiu przedstawienie Where do we go from here, którego premiera odbyła się 29 listopada 2019 roku. 
Na koncie ma już kilka uznanych spektakli realizowanych na scenach Wrocławia, Gdańska, Szczecina, Wałbrzycha, Koszalina, Krakowa, Kielc, Katowic i Bydgoszczy.  Od kilku lat pracuje w duecie z dramaturgiem Michałem Buszewiczem. Poza reżyserią zajmuje się także edukacją teatralną, prowadzi warsztaty z dziećmi z okolic Krakowa.
Pracowała także za granicą – w 2019 roku reżyserowała w Thalia Theater w Hamburgu spektakl Der Boxer na podstawie powieści Król autorstwa Szczepana Twardocha, a w 2021 roku Księgi Jakubowe na podstawie powieści Olgi Tokarczuk.
W 2016 roku została nagrodzona Paszportem „Polityki”
W 2020 roku została laureatką najważniejszej niemieckiej nagrody teatralnej Der Faust w kategorii reżyserii za spektakl Der Boxer na podstawie powieści Król.